# フォルクスワーゲン・ID.3
ID.3とはフォルクスワーゲンが販売するCセグメントのコンパクトEV車である。
2025年2月現在、日本市場には未導入である。

## 概要

### 発表から量産まで
2016年のパリサロンにて、電動化と完全自動運転をテーマとしたコンセプトモデル「I.D.コンセプト」が発表された。I.D.コンセプトはフォルクスワーゲンが新開発したEV専用プラットフォーム「モジュラーエレクトリックドライブマトリックス（MEB）」を初採用したコンセプトカーである。
2019年5月に量産プロトタイプが公開され、名称が「ID.3」と発表された。車名の「3」にはビートル・ゴルフに次ぐ第3の革新的モデルになるという意味が込められている。量産モデルは2019年のフランクフルトモーターショーにて発表され、同年11月よりツヴィッカウ工場で量産が開始。2020年7月に欧州で発売された。中国では2021年10月に発売され、中国向けモデルは上汽大衆汽車の安亭工場で量産される。
2021年1月からはドレスデンの「ガラスの工場（Die Gläserne Manufaktur）」にて量産が開始された。ここはかつてフェートンの専用工場だった拠点で、2016年のフェートンの生産終了後に一旦閉鎖されたのち、フォルクスワーゲンの電動化とデジタル化戦略をアピールする拠点として改装された。

### 設計
ID.3はEV専用のMEBプラットフォームを初採用した量産モデルである。エクステリアはゴルフと類似したシルエットとしながら、空力的に最適化されたデザインとしている。エンジンが無くなったことでフロントグリルは廃止され、グリルのあった場所には水平のLEDライトが左右一対で備わる。前方投影面積を減らし、床下をフラット化するなどの対策により、Cd値は0.267に抑えられた。
インテリアは10インチのセンターディスプレイとステアリング奥の小型のコックピットディスプレイを中心とし、それ以外はボタン類を極力廃止することで、シンプルなデザインとなった。インテリアの素材にはカーボンニュートラルかつ燃費向上のために軽量な原料が選定された。

### フェイスリフト
2023年4月にフェイスリフトを実施。空力性能と冷却性能の最適化のためにエクステリアデザインが改良され、インテリアのセンターディスプレイは12インチにサイズアップされる。またオプションとしてARヘッドアップディスプレイが選択可能。
また、トラベルアシストとパークアシストプラスという最新のADASもオプションに追加される。トラベルアシストはACCやレーンキープアシストなどが統合された機能で、さらに他のモデルから得られた匿名データを活用して支援能力を向上させることが可能。パークアシストプラスは駐車スペースへ自動駐車する機能で、ドライバーの駐車操作をメモリーし、次回から車両が自動で同じ駐車操作を行う。

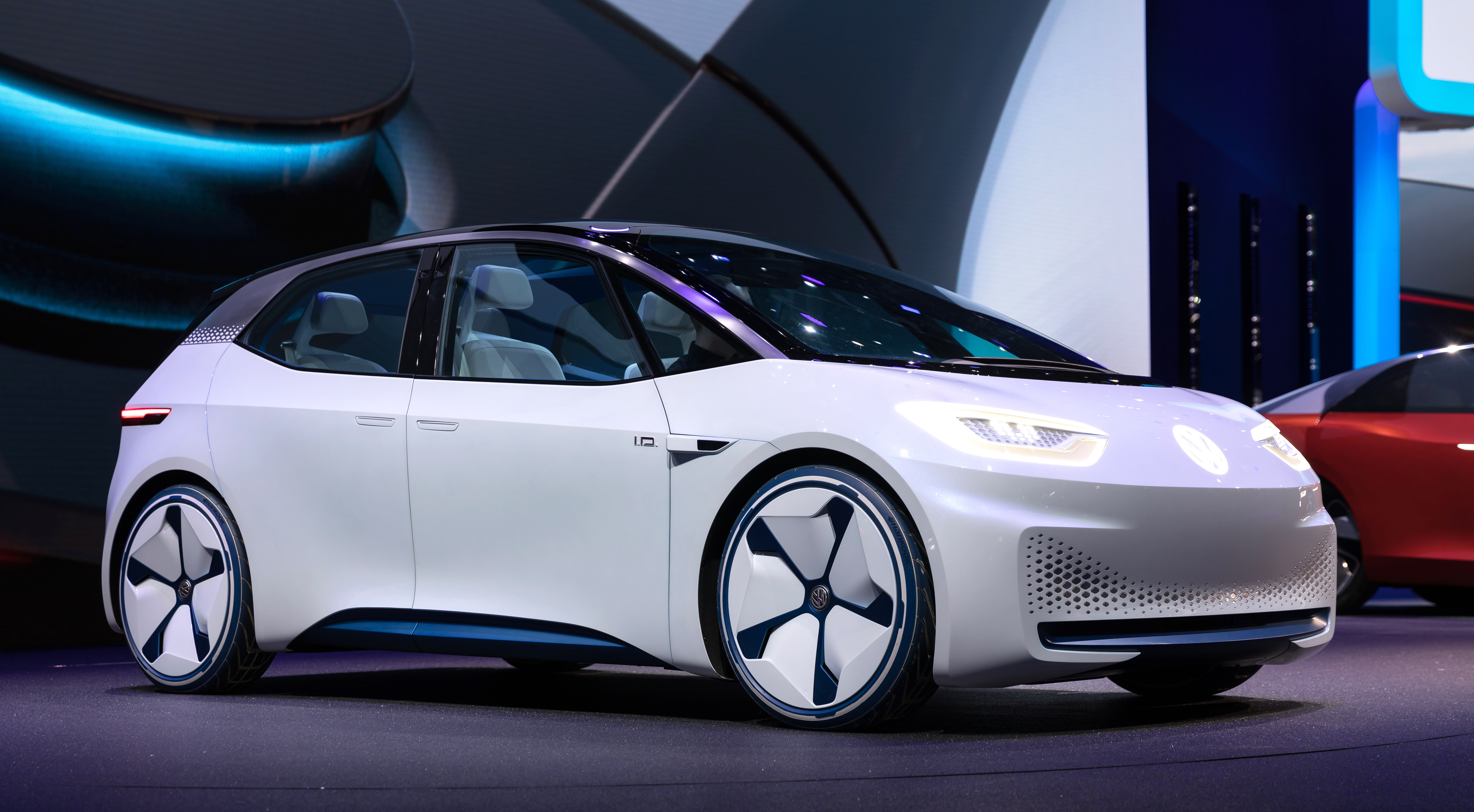
I.D.コンセプト
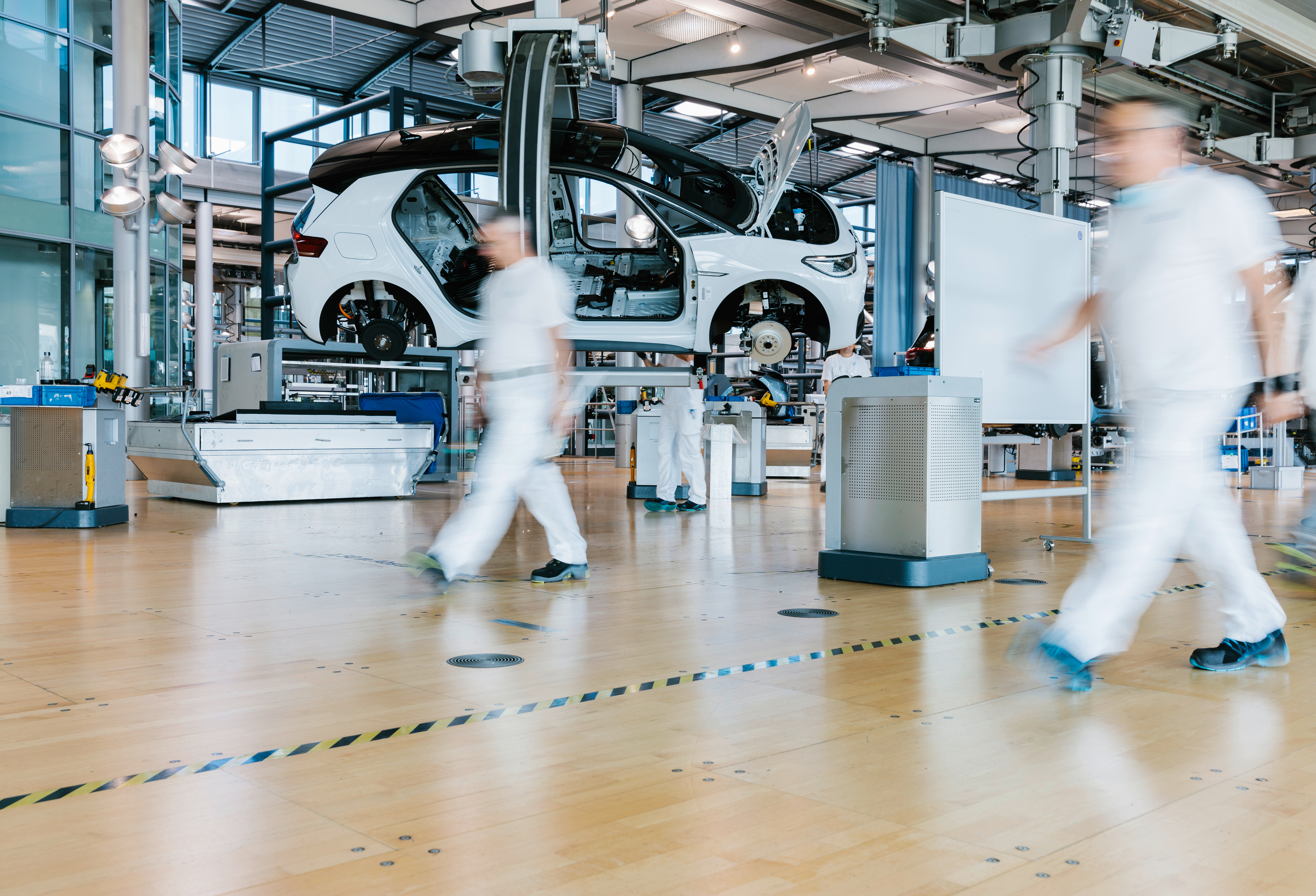
ガラスの工場
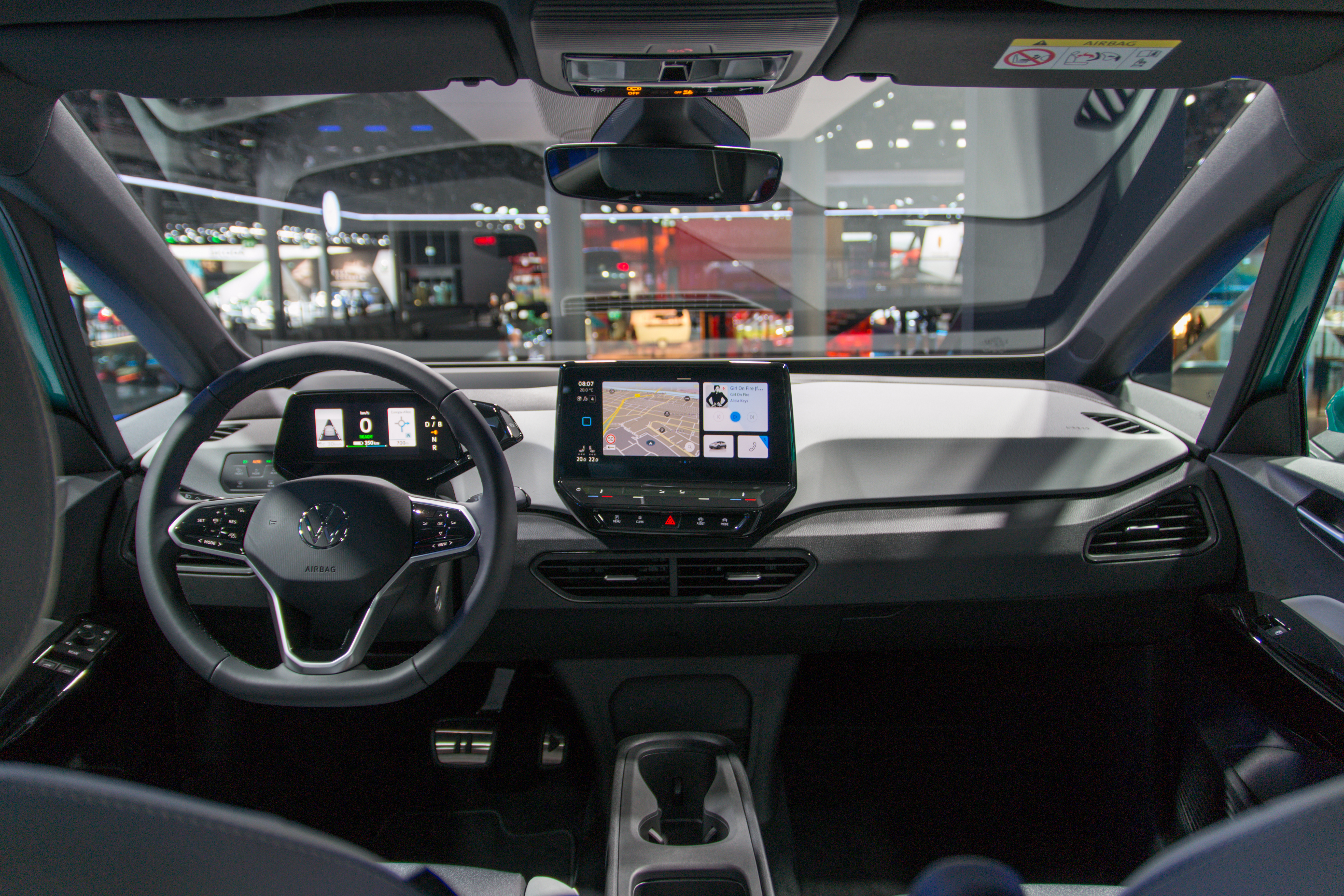
インテリア
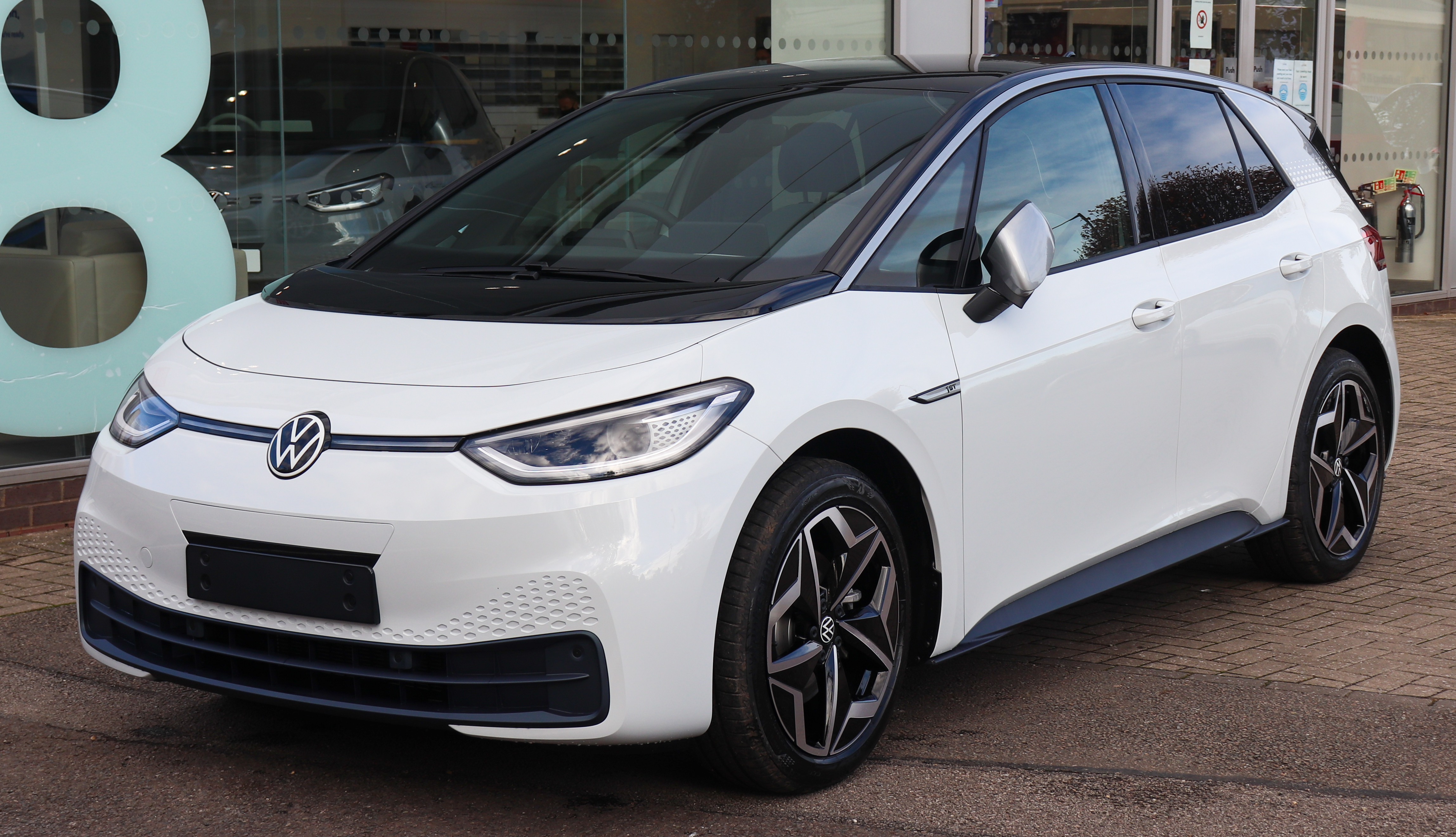
フェイスリフト前
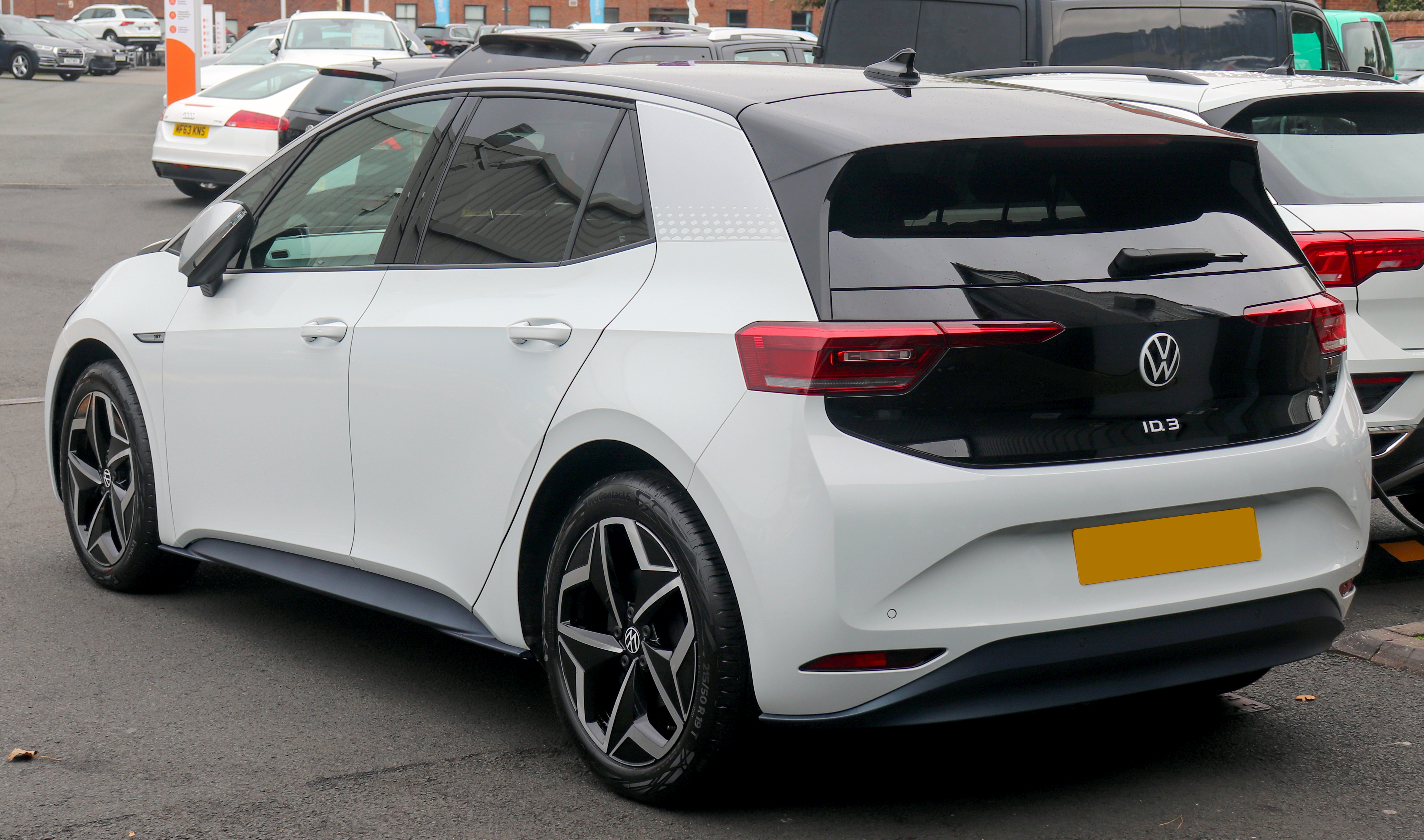
フェイスリフト前 (リア)

## 動力
ID.3にはリヤに1基の同期モータが搭載され、後輪を駆動する。リチウムイオンバッテリーの容量はグレードごとに45kWh/58kWh/77kWhから選択される。ただし45kWhバッテリーを搭載するエントリーグレード（Pure performance）は、2021年頃からの半導体不足と販売台数の少なさを理由に2021年8月に受注が停止され、そのままラインナップから外された。
| モデル           | 販売時期        | 駆動方式 | 最高出力         | 最大トルク | バッテリー容量 | WTLP航続距離 |
| ---------------- | --------------- | -------- | ---------------- | ---------- | -------------- | ------------ |
| Pure performance | 2021/01-2021/08 | RWD      | 110 kW（150 PS） | 275 Nm     | 45 kWh         | 352 km       |
| Pro              | 2020/11-2022/01 | RWD      | 107 kW（145 PS） | 275 Nm     | 58 kWh         | 426 km       |
| Pro              | 2023/01-        | RWD      | 150 kW（204 PS） | 310 Nm     | 58 kWh         | 429 km       |
| Pro Performance  | 2019/11-2022/12 | RWD      | 150 kW（204 PS） | 310 Nm     | 58 kWh         | 426 km       |
| Pro S            | 2020/07-2022/12 | RWD      | 150 kW（204 PS） | 310 Nm     | 77 kWh         | 553 km       |
| Pro S            | 2023/01-        | RWD      | 150 kW（204 PS） | 310 Nm     | 77 kWh         | 559 km       |